# لوحة آشور ناصربال الثاني

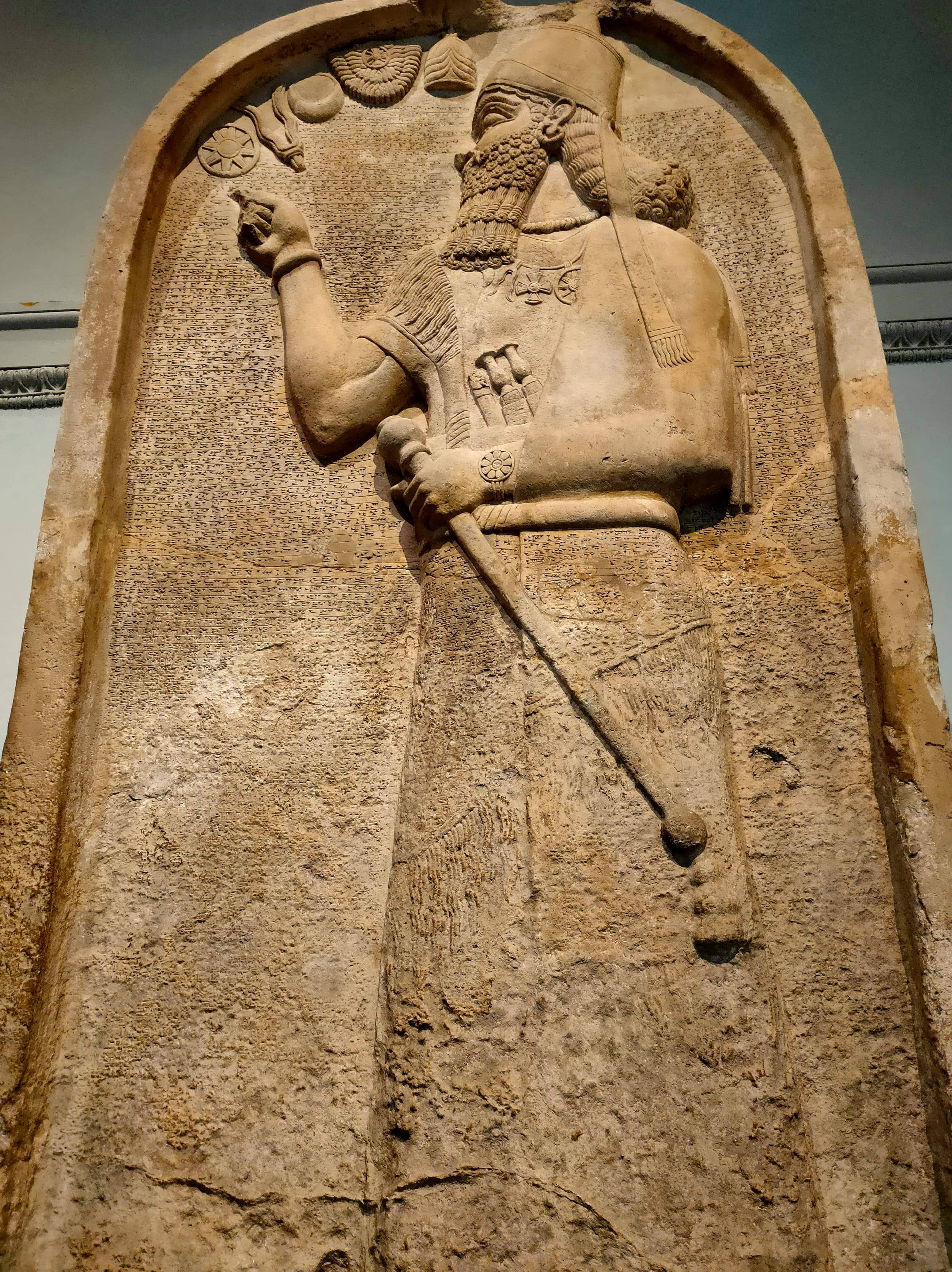
لوح آشور ناصربال الثاني، في المتحف البريطاني.

لوح آشور ناصربال الثاني عبارة عن لوح ضخم من الحجر الجيري أقيمَ في عهد الملك آشور ناصربال الثاني. تم اكتشاف اللوح في منتصف القرن التاسع عشر في موقع كالح القديم (المعروف الآن باسم نمرود) من قبل عالم الآثار البريطاني الشهير أوستن هنري لايارد. يعود تاريخ اللوح إلى ما بين 883-859 قبل الميلاد، وهو الآن جزء من مجموعة المتحف البريطاني.

## اكتشاف
عثر عالم الاثار أوستن هنري لايارد على هذا اللوح عام 1850 خارج معبد نينورتا (إله الصيد والحرب الآشوري) في نمرود. تم شحنه إلى لندن في العام التالي وأهداها إلى المتحف البريطاني الأمير إدوارد السابع. لسنوات عديدة، عُرض اللوح بشكل بارز في القاعة الكبرى في المتحف.

## الوصف
لوح منحوت من الحجر الجيري لآشور ناصربال الثاني يرتدي فيه الملك القبعة الملكية ذات القمة المخروطية ويحمل صولجان يرمز إلى السلطة؛ يمد يده اليمنى مع سبابة ممدودة وكأنه قد قطع أصابعه للتو، في لفتة احترام لخمسة آلهة؛ آشور، الإله الأعلى، يمثله خوذة مقرنة، شمش، إله الشمس بقرص مجنح، سين إله القمر، بهلال في نصف دائرة، أداد، إله العاصفة، بخط متشعب يمثل صاعقة، وعشتار إلهة الحب والحرب، متمثلة بنجمة. يرتدي الملك رموزًا مماثلة على صدره، مع صليب مالطي بدلاً من قرص مجنح للشمس. يغطي عدد كبير من النصوص المسمارية اللوح على الظهر والجوانب، مسجلة انتصارات الملك العسكرية وفتوحاته.